# 420779 Świdwin
420779 Świdwin è un asteroide della fascia principale. Scoperto nel 2013, presenta un'orbita caratterizzata da un semiasse maggiore pari a 2,6109768 UA e da un'eccentricità di 0,2037098, inclinata di 16,88807° rispetto all'eclittica.